# لدتشیتسه
لدتشیتسه (به چکی: Ledčice) یک منطقهٔ مسکونی در جمهوری چک است که در ناحیه میلنیک واقع شده‌است. لدتشیتسه ۱۰٫۹۷ کیلومتر مربع مساحت و ۵۹۵ نفر جمعیت دارد و ۲۳۸ متر بالاتر از سطح دریا واقع شده‌است.